# Энрикис, Андерсон
Андерсон Фрейтас Энрикис (порт.-браз. Anderson Freitas Henriques; род. 3 марта 1992, Касапава-ду-Сул, Риу-Гранди-ду-Сул) — бразильский легкоатлет, специалист по бегу на короткие дистанции. Выступает за сборную Бразилии по лёгкой атлетике с 2011 года, победитель Всемирной Универсиады, победитель иберо-американского чемпионата, чемпион Южноамериканских игр, участник летних Олимпийских игр в Токио.

## Биография
Андерсон Энрикис родился 3 марта 1992 года в муниципалитете Касапава-ду-Сул штата Риу-Гранди-ду-Сул, Бразилия. В 2010 году переехал на постоянное жительство в Порту-Алегри, где стал показывать первые высокие результаты в спринтерском беге.
Первого серьёзного успеха в лёгкой атлетике на международном уровне добился в сезоне 2011 года, когда вошёл в состав бразильской сборной и выступил на юниорском панамериканском первенстве в Мирамаре, где выиграл бронзовую медаль в зачёте бега на 400 метров. Позднее в той же дисциплине финишировал седьмым на Всемирной Универсиаде в Шэньчжэне. На юниорском панамериканском первенстве в Медельине был лучшим на 400-метровой дистанции и в эстафете 4×400 метров. На Панамериканских играх в Гвадалахаре финишировал восьмым.
В 2012 году на иберо-американском чемпионате в Баркисимето превзошёл всех соперников в беге на 400 метров, стал четвёртым в эстафете 4×400 метров.
В 2013 году завоевал серебряную награду в 400-метровой дисциплине на Всемирной Универсиаде в Казани. На чемпионате мира в Москве занял восьмое место на дистанции 400 метров и седьмое место в эстафете 4×400 метров, в обоих случаях установил личные рекорды — 44.95 и 3:01.09 соответственно.
В 2014 году бежал 400 метров на чемпионате мира в помещении в Сопоте, в беге на 400 метров и эстафете 4×400 метров одержал победу на Южноамериканских играх в Сантьяго, в тех же дисциплинах стал победителем и серебряным призёром на домашнем иберо-американском чемпионате в Сан-Паулу.
В 2017 году в эстафете 4×400 метров занял седьмое место на эстафетном чемпионате мира в Нассау, стартовал на чемпионате мира в Лондоне.
В 2019 году на чемпионате Южной Америки в Лиме взял бронзу в беге на 400 метров и получил серебро в эстафете 4×400 метров. Принимал участие в смешанной эстафете 4×400 метров на чемпионате мира в Дохе.
В 2020 году выиграл бронзовую медаль на 400-метровой дистанции на чемпионате Южной Америки в помещении в Кочабамбе.
В 2021 году стал серебряным призёром в смешанной эстафете 4×400 метров на чемпионате мира по эстафетам в Хожуве. В той же дисциплине выступил на летних Олимпийских играх в Токио.
В 2022 году выиграл смешанную эстафету 4×400 метров на Южноамериканских играх в Асунсьоне.